# Chêne de Breslon
Le chêne de Breslon est un chêne pédonculé situé sur la commune de Pléchâtel, en Bretagne, à proximité des landes de Bagaron et du  château du Plessis-Bardoult. Son âge est estimé à 430 ans.
Sa hauteur est d'environ 25 mètres et la circonférence de son tronc atteint les 6,50 mètres. Le diamètre de son feuillage est de 70 mètres.

## Histoire
Selon la légende, le chêne a été planté en 1598 par le roi de France Henri IV durant son passage à Bain-de-Bretagne revenant de la signature de l’édit de Nantes.
En août 2020, l’arbre, attaqué par le grand capricorne, perd une branche longue de 23 mètres.

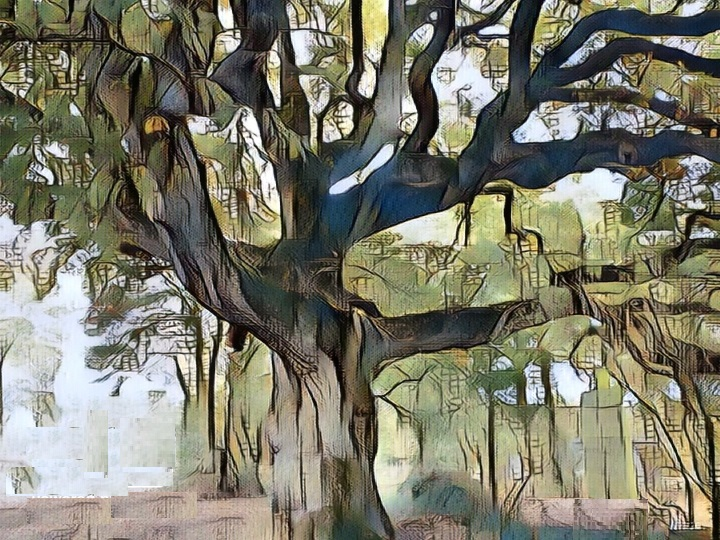
Chêne de Breslon - Aquarelle.